# Nicolás Almagro Sánchez
Nicolás Almagro Sánchez (Múrcia, 21 d'agost de 1985) és un extennista espanyol. En la seva carrera ha guanyat 13 títols individuals i un de dobles en el circuit ATP. La seva millor participació en un Grand Slam són els quarts de final que va aconseguir al Roland Garros de 2008, 2010 i 2012, perdent en totes tres ocasions contra Rafael Nadal, que en fou el campió. També fou quartfinalista a l'Open d'Austràlia 2013 derrotat per David Ferrer. Es va retirar a mitjan temporada 2019.

## Palmarès: 14 (13−1−0)

### Individual: 23 (13−10)
| Llegenda (pre/post 2009)                                 |
| -------------------------------------------------------- |
| Grand Slams (0−0)                                        |
| Tennis Masters Cup / ATP Finals (0−0)                    |
| ATP Masters Series / ATP World Tour Masters 1000 (0−0)   |
| ATP International Series Gold / ATP World Tour 500 (2−3) |
| ATP International Series / ATP World Tour 250 (11−7)     |

| Títols per superfície |
| --------------------- |
| Dura (0−0)            |
| Gespa (0−0)           |
| Terra batuda (13−10)  |

| Resultat  | Núm. | Data                 | Torneig                 | Superfície   | Oponent              | Marcador                 |
| --------- | ---- | -------------------- | ----------------------- | ------------ | -------------------- | ------------------------ |
| Guanyador | 1.   | 16 d'abril de 2006   | València, Espanya       | Terra batuda | Gilles Simon         | 6−2, 6−3                 |
| Guanyador | 2.   | 15 d'abril de 2007   | València (2)            | Terra batuda | Potito Starace       | 4−6, 6−2, 6−1            |
| Finalista | 1.   | 15 de juliol de 2007 | Bastad, Suècia          | Terra batuda | David Ferrer         | 1−6, 2−6                 |
| Guanyador | 3.   | 17 de febrer de 2008 | Costa do Sauipe, Brasil | Terra batuda | Carles Moyà          | 7−6(4), 3−6, 7−5         |
| Guanyador | 4.   | 2 de març de 2008    | Acapulco, Mèxic         | Terra batuda | David Nalbandian     | 6−1, 7−6(1)              |
| Finalista | 2.   | 20 d'abril de 2008   | València                | Terra batuda | David Ferrer         | 6−4, 2−6, 6−7(2)         |
| Guanyador | 5.   | 28 de febrer de 2009 | Acapulco (2)            | Terra batuda | Gaël Monfils         | 6−4, 6−4                 |
| Guanyador | 6.   | 18 de juliol de 2010 | Bastad                  | Terra batuda | Robin Söderling      | 7−5, 3−6, 6−2            |
| Guanyador | 7.   | 1 d'agost de 2010    | Gstaad, Suïssa          | Terra batuda | Richard Gasquet      | 7−5, 6−1                 |
| Guanyador | 8.   | 13 de febrer de 2011 | Costa do Sauipe (2)     | Terra batuda | Aleksandr Dolgopòlov | 6−3, 7−6(3)              |
| Guanyador | 9.   | 20 de febrer de 2011 | Buenos Aires, Argentina | Terra batuda | Juan Ignacio Chela   | 6−3, 3−6, 6−4            |
| Finalista | 3.   | 26 de febrer de 2011 | Acapulco                | Terra batuda | David Ferrer         | 6−7(4), 7−6(2), 2−6      |
| Guanyador | 10.  | 21 de maig de 2011   | Niça, França            | Terra batuda | Victor Hănescu       | 6−7(5), 6−3, 6−3         |
| Finalista | 4.   | 24 de juliol de 2011 | Hamburg, Alemanya       | Terra batuda | Gilles Simon         | 4−6, 6−4, 4−6            |
| Guanyador | 11.  | 19 de febrer de 2012 | São Paulo (3)           | Terra batuda | Filippo Volandri     | 6−3, 4−6, 6−4            |
| Finalista | 5.   | 26 de febrer de 2012 | Buenos Aires            | Terra batuda | David Ferrer         | 6−4, 3−6, 2−6            |
| Guanyador | 12.  | 27 de maig de 2012   | Niça (2)                | Terra batuda | Brian Baker          | 6−3, 6−2                 |
| Finalista | 6.   | 15 de juliol de 2012 | Bastad                  | Terra batuda | David Ferrer         | 2−6, 2−6                 |
| Finalista | 7.   | 14 d'abril de 2013   | Houston, Estats Units   | Terra batuda | John Isner           | 3−6, 5−7                 |
| Finalista | 8.   | 28 d'abril de 2013   | Barcelona, Espanya      | Terra batuda | Rafael Nadal         | 4−6, 3−6                 |
| Finalista | 9.   | 13 d'abril de 2014   | Houston (2)             | Terra batuda | Fernando Verdasco    | 3−6, 6−7(4)              |
| Finalista | 10.  | 14 de febrer de 2016 | Buenos Aires (2)        | Terra batuda | Dominic Thiem        | 6−7(2), 6−3, 6−3, 6−7(4) |
| Guanyador | 13.  | 1 de maig de 2016    | Estoril, Portugal       | Terra batuda | Pablo Carreño Busta  | 6−7(&), 7−6(5), 6−3      |

### Dobles: 2 (1−1)
| Llegenda (pre/post 2009)                                 |
| -------------------------------------------------------- |
| Grand Slams (0−0)                                        |
| Tennis Masters Cup / ATP Finals (0−0)                    |
| ATP Masters Series / ATP World Tour Masters 1000 (0−0)   |
| ATP International Series Gold / ATP World Tour 500 (0−0) |
| ATP International Series / ATP World Tour 250 (1−1)      |

| Títols per superfície |
| --------------------- |
| Dura (0−0)            |
| Gespa (0−0)           |
| Terra batuda (1−1)    |

| Resultat  | Núm. | Data                 | Torneig                 | Superfície   | Parella                   | Oponents                         | Marcador         |
| --------- | ---- | -------------------- | ----------------------- | ------------ | ------------------------- | -------------------------------- | ---------------- |
| Finalista | 1.   | 22 de febrer de 2009 | Buenos Aires, Argentina | Terra batuda | Santiago Ventura Bertomeu | Marcel Granollers Alberto Martín | 3−6, 7−5, [8−10] |
| Guanyador | 1.   | 8 d'agost de 2015    | Kitzbühel, Àustria      | Terra batuda | Carlos Berlocq            | Robin Haase Henri Kontinen       | 5−7, 6−3, [11−9] |

### Equips: 1 (0−1)
| Resultat  | Núm. | Data                      | Torneig                            | Superfície | Equip                                     | Oponents                                           | Marcador |
| --------- | ---- | ------------------------- | ---------------------------------- | ---------- | ----------------------------------------- | -------------------------------------------------- | -------- |
| Finalista | 1.   | 16−18 de novembre de 2012 | Copa Davis, Praga, República Txeca | Dura (i)   | David Ferrer Marcel Granollers Marc López | Tomáš Berdych Radek Štěpánek Lukas Rosol Ivo Minar | 2−3      |

## Trajectòria

### Individual
| Torneig | 2003 | 2004 | 2005        | 2006        | 2007        | 2008  | 2009        | 2010        | 2011        | 2012  | 2013        | 2014        | 2015        | 2016  | 2017  | 2018 | Títols    | V − D     |
| --- | ---- | ---- | ----------- | ----------- | ----------- | ----- | ----------- | ----------- | ----------- | ----- | ----------- | ----------- | ----------- | ----- | ----- | ---- | --------- | --------- |
| Open d'Austràlia | A    | A    | 1R          | 1R          | 1R          | 1R    | 3R          | 4R          | 4R          | 4R    | QF          | A           | 1R          | 2R    | 1R    | A    | 0 / 12    | 16−12     |
| Roland Garros | A    | 1R   | 2R          | 2R          | 2R          | QF    | 3R          | QF          | 1R          | QF    | 4R          | 1R          | 2R          | 3R    | 2R    | A    | 0 / 14    | 24−14     |
| Wimbledon | A    | A    | 1R          | 1R          | 1R          | 2R    | 3R          | 1R          | 3R          | 3R    | 3R          | A           | 1R          | 2R    | A     | A    | 0 / 11    | 10−11     |
| US Open | A    | A    | 2R          | 1R          | 3R          | 3R    | 3R          | 1R          | 3R          | 3R    | 3R          | A           | Q2          | 3R    | 1R    | A    | 0 / 11    | 14−11     |
| Jocs Olímpics | NC   | A    | No celebrat | No celebrat | No celebrat | 1R    | No celebrat | No celebrat | No celebrat | QF    | No celebrat | No celebrat | No celebrat | A     | NC    | NC   | 0 / 2     | 3–2       |
| Total Victòries−Derrotes                                                                                                   | 1−1  | 2−7  | 13−22       | 27−20       | 34−27       | 53−17 | 30−24       | 44−26       | 47−23       | 58−24 | 42−23       | 14−9        | 18−20       | 22−22 | 10−12 | 0−1  | 397 − 278 | 397 − 278 |
| Rànquing a final d'any | 156  | 103  | 114         | 32          | 28          | 18    | 26          | 15          | 10          | 11    | 13          | 71          | 73          | 44    | 151   | −    |           |           |
| Llegenda: G: Guanyador; F: Finalista; SF: Semifinalista; QF: Quarts de final; Q: Qualificació; A: Absent; RR: Round Robin; |      |      |             |             |             |       |             |             |             |       |             |             |             |       |       |      |           |           |